# Irodo (village)
Irodo est un village de Madagascar, Fokontany de la commune rurale d'Ankarongana, district Antsiranana II de la region Diana. Il porte le nom du fleuve Irodo, qui se jette dans l'Océan Indien à proximité du village.

## Géographie
Irodo est situé à 23 km vers l'est du fokontany de Saharegnana bordant la route nationale 6, 25 km de Sadjoavato, 15 km d'Ankarongana (chef-lieu de la commune), 6 km du site touristique du tsingy rouge. Il est délimité au Nord par le Fokontany Ankorera, au Sud par ke reserve spéciale Anamamerana, à l'ouest par le Fokontany Ankarongana et à l'Est par l'océan indien.Irodo est composé de sept secteurs:Ankijapanely, Antafiapatsa, Sarambataho, Ambobaka, Angegato, Ambararata Loky, et Bejofo.

## Histoire
Créé avant le XIXe siècle, le village d'Irodo était un village de transit entre le royaume Antakarana et Vohémar, la capitale économique du Nord d'autrefois. Les premiers habitants d'Irodo sont les ascendants et descendants de Tsimiendrigny, un homme habile qui a sauvé de naufrage cinq étrangers.
Ancienement appelé Antsampagnamahazo,, Irodo est un village multiethnique. Le terme Irodo vient probablement de l'anglais « my fishi'g rod » ou « Irode near the river ».